# Karl Volk (Politiker)
Karl Volk (* 1. April 1896 in Schowkwa, Österreich-Ungarn; † März 1961 in New York, NY, auch Robert Volk oder Robert Rintel) war ein deutscher KPD-Funktionär, Journalist und Widerstandskämpfer gegen den Nationalsozialismus.

## Leben
Der aus einer galizischen jüdischen Kaufmannsfamilie stammende Volk wuchs im mährischen Prostějov auf, wo er das Gymnasium besuchte und schloss sich nach seinem Studium der Volkswirtschaftslehre und Philosophie an der Karls-Universität Prag der sozialistisch-zionistischen Poale Zion und trat mit deren linkem Flügel 1921 der Kommunistischen Partei der Tschechoslowakei bei. Im gleichen Jahr ging er nach Sowjetrussland und arbeitete kurzfristig im sowjetischen diplomatischen Dienst als Sekretär an der Botschaft in Peking und im sowjetrussischen Pressebüro in Wien. Ende 1922 siedelte Volk nach Deutschland über, wo er unter dem Decknamen Robert hauptamtlicher Funktionär der KPD wurde, so war er von 1923 bis 1924 politischer Leiter des Parteibezirkes Niedersachsen und fungierte während des Hamburger Aufstandes als politischer Kommissar. Nach einer kurzen Phase als Mitarbeiter der Komintern in Moskau leitete er 1924 bis 1925 die KPD-Tageszeitungen „Sächsische Arbeiterzeitung“ in Leipzig und „Der Kämpfer“ in Chemnitz und ab 1926 den zentralen „KPD-Pressedienst“ in Berlin.
Ursprünglich zum linken Parteiflügel um Ruth Fischer, Arkadi Maslow und Ernst Thälmann gehörend, entwickelte sich Volk um 1928 zu einem führenden Mitglied der innerparteilichen Strömung der Versöhnler, welche die ultralinke Linie der Thälmann-Führung (RGO- und Sozialfaschismus-Politik) ablehnte und wurde deshalb von seinen bisherigen Funktionen entbunden und nach Hamburg strafversetzt, wo er zunächst die „Hamburger Volkszeitung“ leitete, nach der Wittorf-Affäre aber auch von dieser Funktion entbunden wurde. 1929, nachdem die „Versöhnler“ innerparteilich entmachtet worden waren, führte er die Fraktionstätigkeit heimlich weiter und begann gemeinsam mit Georg Krausz und Heinrich Süßkind eine Versöhnler-Organisation innerhalb der Berliner KPD aufzubauen.
Nach der Machtergreifung der NSDAP 1933 nahm die „Versöhnlergruppe“ um Volk, zu der auch der junge Heinz Brandt zählte, in der Illegalität den Kampf gegen das NS-Regime auf und konzentrierte sich hierbei auf die Betriebsarbeit. Hier wie auch im Exil unterhielt Volk enge Kontakte zu sozialdemokratischen und sozialistischen Gruppen wie Neu Beginnen und den Revolutionären Sozialisten Deutschlands. Volk selber musste schon 1933 nach Frankreich flüchten und nahm im gleichen Jahr an der „Versöhnlerkonferenz“ in Zürich teil. Seine Hoffnung auf eine Reformierbarkeit der KPD wurde zunächst durch deren Abkehr von der ultralinken Linie 1934 und durch den VIII. Kominternkongress 1935 bestärkt; desillusioniert von den Moskauer Prozessen und vor allem der Hinrichtung Bucharins brach er 1938 endgültig mit der KPD. Nach Kriegsausbruch gelang ihm von hier die Flucht in die USA, wo er bis Kriegsende illegal lebte und danach als auf Sowjetfragen spezialisierter Publizist tätig war. Politische Kontakte hielt Volk in dieser Zeit mit der SPD, ohne in diese einzutreten.

## Publikationen
- Pattern for World Revolution. Chicago/New York 1947 (Mit Julian Gumperz Verfasser/Herausgeber des unter dem Pseudonym Ypsilon erschienenen Buches)